# خفاش‌های دماغ‌نیزه‌ای
خفاش‌های دماغ‌نیزه‌ای (نام علمی: Phyllostomus) نام یک سرده از تیره خفاش برگ‌بینی است.